# Aitor
Aitor je baskijsko muško osobno ime, koje je izmislio književnik Agosti Xaho za baskijskog mitskog praoca koji potječe od biblijskog Tubala u svom radu "Legenda o Aitoru" (objavljenom u francuskom u časopisu Ariel, 1845 ). Luis Mitxelena vjeruje da je Xaho to ime stvorio iz zubeoroanskog izraza  "aitoren semeak" ili "aitonen semeak" ("gospoda", doslovno "sinovi dobrih očeva" prevedeno kao "sinovi Aitora", "aita" što znači "otac" i "on" znači "dobar") Nakon Xahoa, ono je popularizirano romanom "Amaya o los vascos en el Siglo VIII."  na španjolskom jeziku.  Danas je uobičajeno ime među baskijskim muškarcima. 

## Poznate osobe
- Aitor Ariño